# Hildesheimer Straße 7 (Laatzen)

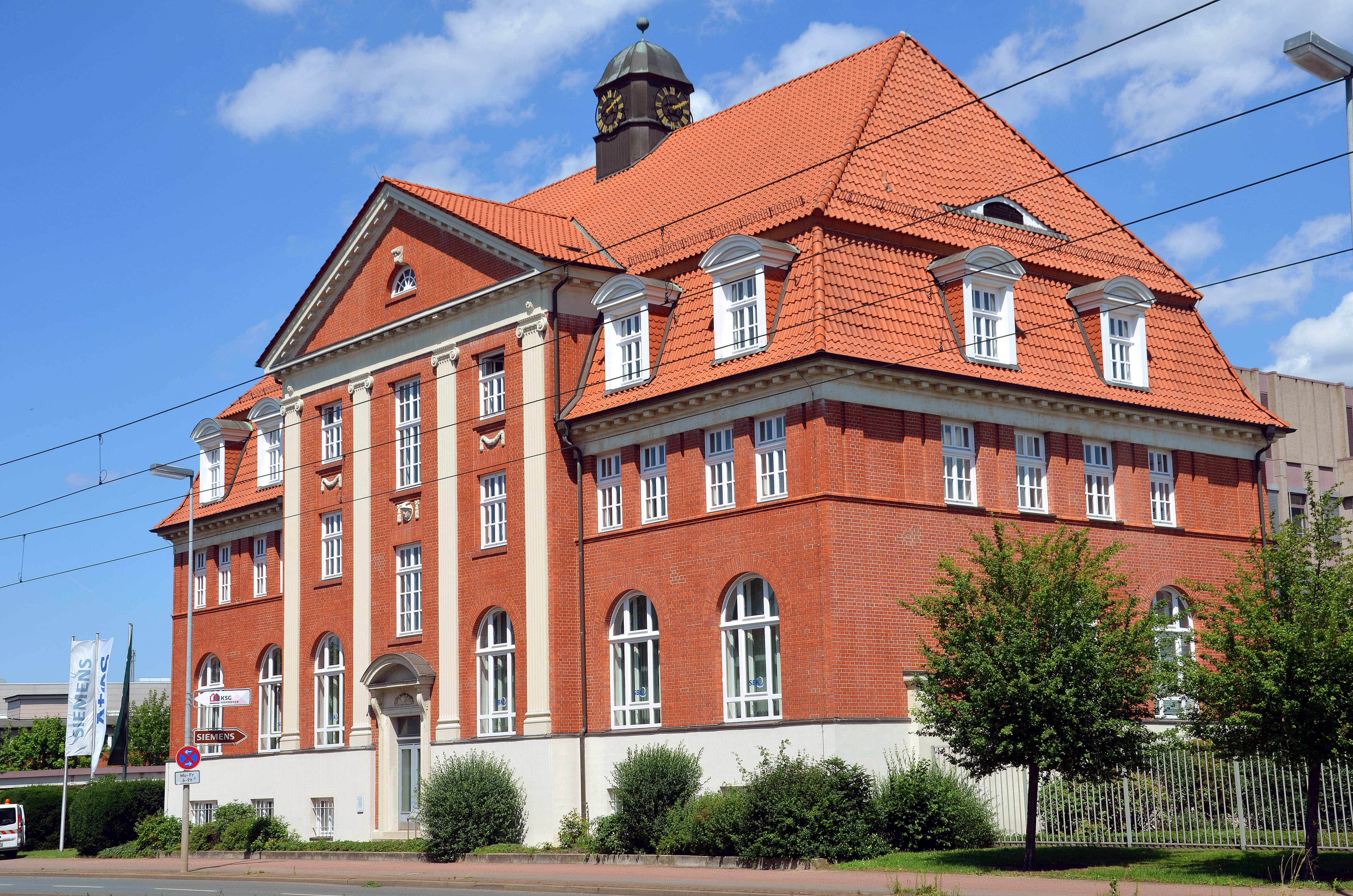
Der Verwaltungsbau der Konsumgenossenschaft

Das Gebäude Hildesheimer Straße 7 in Laatzen ist der ehemalige Verwaltungsbau des im Zuge der Genossenschaftsbewegung entstandenen Hannoverschen Konsumvereins und markiert eines der ältesten ehemaligen Industriegelände der Stadt. Das Bauwerk gilt der Historischen Kommission für Niedersachsen und Bremen als eines der herausragenden Erinnerungsorte der Arbeiterbewegung.

## Geschichte
Das von 1912 bis 1913 nach Plänen des Architekten Rudolf Schröder errichtete, heute denkmalgeschützte Gebäude gilt als eines der letzten erhaltenen Bauwerke aus der Zeit der Industrialisierung Laatzens. Typisch hierfür waren die roten Ziegelsteinfassaden, deren Klinker noch Anfang des 20. Jahrhunderts fast ausnahmslos in den Laatzener Ziegeleien hergestellt wurden.
Dem Verwaltungsbau angegliedert waren die von der Straße abgewandten eigentlichen Produktions- und Lagergebäude der Konsumgesellschaft im Hintergrund des Betriebsgeländes. Diese Betriebsgebäude wurden in den 1980er Jahren zugunsten von Neubauten der Firma Siemens abgerissen.
Von der ehemaligen Betriebszentrale des Konsumvereins Hannover blieb nur das Verwaltungsgebäude erhalten, das in den Jahren 1987 bis 1988 restauriert wurde.

## Baubeschreibung

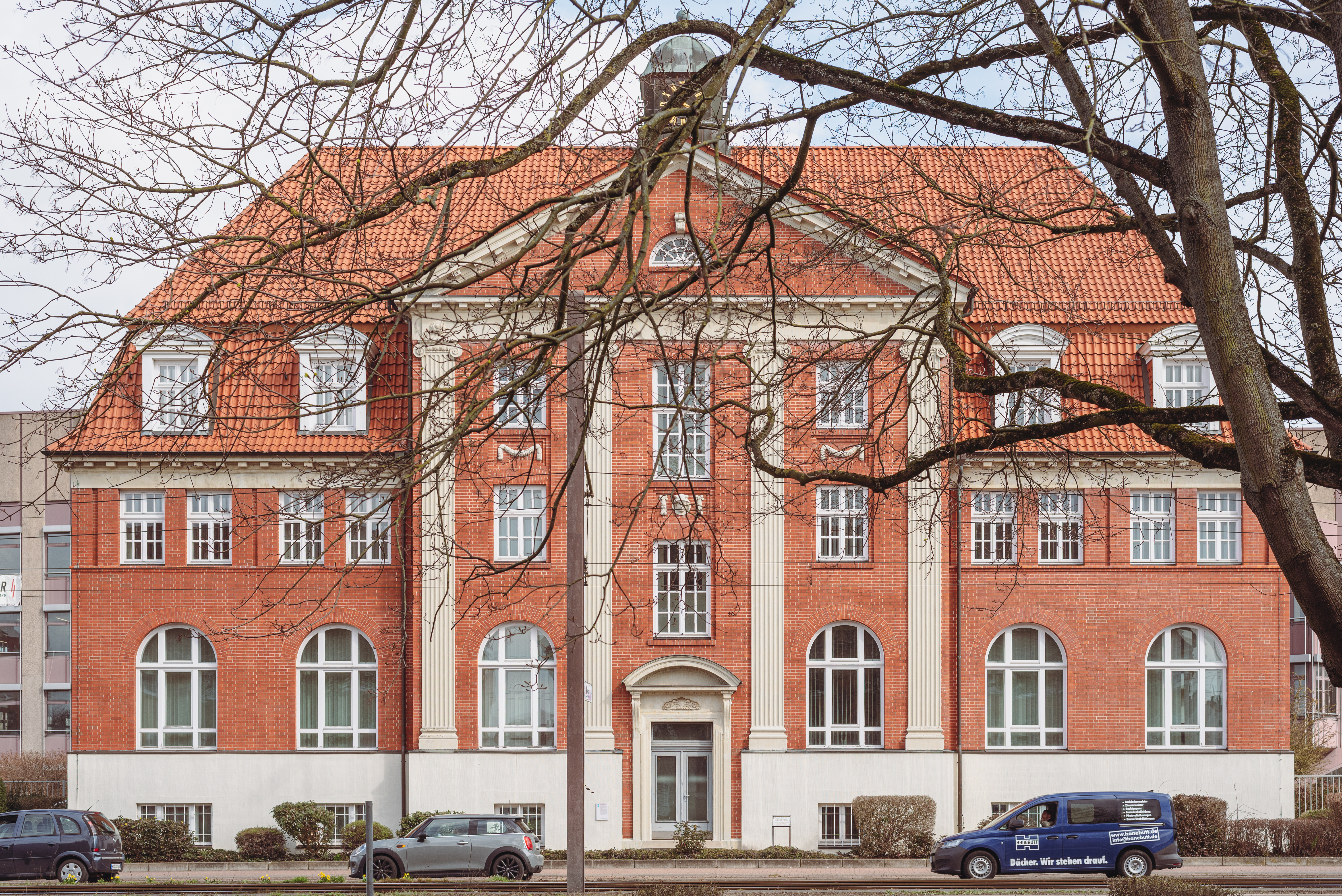
Frontalansicht auf die Schauseite des Gebäudes

Der zweigeschossige, symmetrische Verwaltungsbau wurde auf hohem, verputzten Sockel traufständig zur Hildesheimer Straße ausgerichtet. In der Ausgestaltung der Fassade wurde „bewußt auf historisches Formenvokabular zurückgegriffen“: Die Schauseite des aus flächigem, roten Sichtmauerwerk errichteten Baus wird von einem mächtigen Mittelrisalit mit „vier der klassisch-ionischen Säulenordnung entlehnten Pilastern“ bestimmt als Scheinstützen eines großen Tympanons.

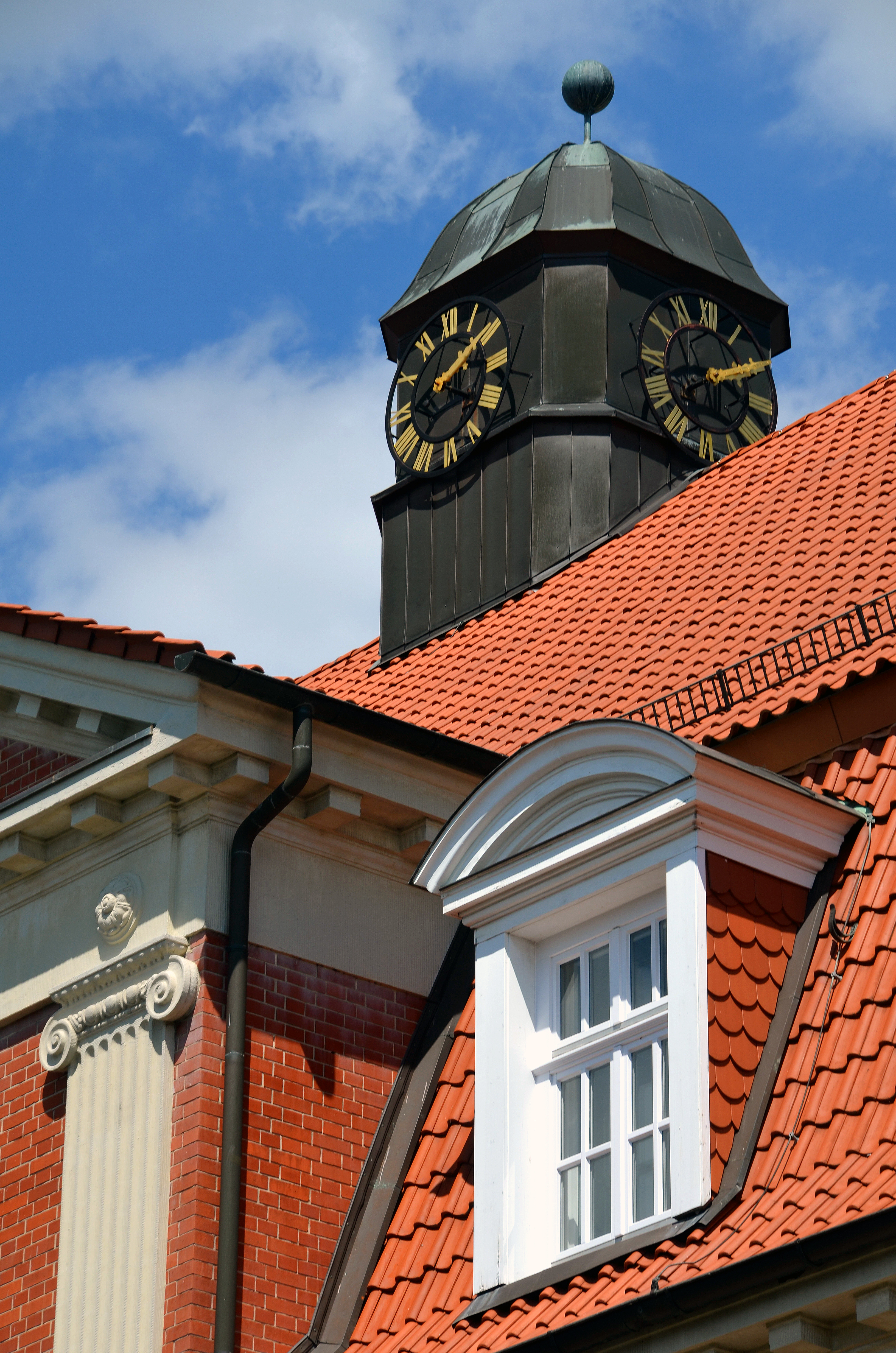
Das Uhrtürmchen als Dachreiter

Bekrönt wird das über die Seitenwände ausgreifende Mansardwalmdach von einem mit einer Kupferhaube gedeckten achteckigen Uhrtürmchen als Dachreiter. Der abweisend hoch verputzte Sockel des Hauses wird lediglich „vom Eingangsportal unterbrochen, dessen kräftig modellierte, konsolgeschützte Bekrönung schirmartig vorstößt.“

## Denkmalschutz
Das sogenannte Rudolf-Schröder-Haus unter der Adresse Werner-von-Siemens-Platz 1 wurde wegen seiner geschichtlichen und städtebaulichen Bedeutung unter Denkmalschutz gestellt.